# جنگجوی سایه‌ها
جنگجوی سایه‌ها مجموعه‌ای از بازی‌های ویدئویی تیراندازی اول شخص است که بر روی ظلم‌های لو وانگ، یک جنگجوی نینجا مدرن که در میان انبوهی از شیاطین می‌جنگد، تمرکز دارد.
سری اصلی از یک بازی تشکیل شده‌است، جنگجوی سایه‌ها (۱۹۹۷) و دو الحاقیه اژدهای دوقلو (۱۹۹۸) و تخریب عمدی (۲۰۰۵) و یک راه اندازی مجدد با دو ورودی تاکنون، جنگجوی سایه‌ها (۲۰۱۳) و جنگجوی سایه‌ها ۲
(۲۰۱۶)، و سوم، جنگجوی سایه‌ها ۳ معرفی شد.
این مجموعه در ابتدا توسط ۳دی ریلمز توسعه داده شد و توسط جی-تی اینتراکتیو منتشر شد.
بعداً فلائینگ وایلد هاگ و دیوولور دیجیتال به ترتیب توسعه و انتشار را بر عهده گرفتند.

## بازی‌ها
| ۱۹۹۷ | جنگجوی سایه‌ها   |
| ۱۹۹۸ |                 |
| ۱۹۹۹ |                 |
| ۲۰۰۰ |                 |
| ۲۰۰۱ |                 |
| ۲۰۰۲ |                 |
| ۲۰۰۳ |                 |
| ۲۰۰۴ |                 |
| ۲۰۰۵ |                 |
| ۲۰۰۶ |                 |
| ۲۰۰۷ |                 |
| ۲۰۰۸ |                 |
| ۲۰۰۹ |                 |
| ۲۰۱۰ |                 |
| ۲۰۱۱ |                 |
| ۲۰۱۲ |                 |
| ۲۰۱۳ | جنگجوی سایه‌ها   |
| ۲۰۱۴ |                 |
| ۲۰۱۵ |                 |
| ۲۰۱۶ | جنگجوی سایه‌ها ۲ |
| ۲۰۱۷ |                 |
| ۲۰۱۸ |                 |
| ۲۰۱۹ |                 |
| ۲۰۲۰ |                 |
| ۲۰۲۱ |                 |
| ۲۰۲۲ | جنگجوی سایه‌ها ۳ |

### جنگجوی سایه‌ها (۱۹۹۷)
توسعه جنگجوی سایه‌ها در اوایل سال ۱۹۹۴ با عنوان جنگجوی سایه‌ها ۳بعدی توسط ۳دی ریلمز آغاز شد.
جیم نوروود ایده بازی را مطرح کرد، جورج بروسارد لو وانگ قهرمان داستان را طراحی کرد و مایکل والین چند طرح مفهومی را انجام داد.
دو بسته محتوای قابل دانلود به نام‌های اژدهای دوقلو و تخریب عمدی به ترتیب در سال‌های ۱۹۹۸ و ۲۰۰۵ منتشر شدند.

### جنگجوی سایه‌ها (۲۰۱۳)
در سال ۲۰۱۳، ناشر دیوولور دیجیتال و توسعه دهنده لهستانی فلائینگ وایلد هاگ اعلام کردند که در حال همکاری با یکدیگر برای تولید نسخه بعدی بازی اول هستند.
جنگجوی سایه‌ها تأکید بیشتری روی داستان دارد.
در بازی، لو وانگ برای یافتن تیغه افسانه‌ای نوبیتسورا کیگ با شیطان تبعید شده به نام هوجی تلاش می‌کند.
این بازی زمانی که در سپتامبر ۲۰۱۳ برای ویندوز منتشر شد، به‌طور کلی نظرات متفاوتی دریافت کرد.
نسخه‌های کنسولی این بازی در اکتبر ۲۰۱۴ منتشر شد.

### جنگجوی سایه‌ها ۲ (۲۰۱۶)
فلائینگ وایلد هاگ برای ساخت دنباله ای برای بازی ویدیویی ۲۰۱۳ بازگشت.
این بازی دارای حالت چند نفره، تولید رویه‌ای، سطوح بزرگ و باز و سیستم‌هایی شبیه به یک تیرانداز غارتگر است.
در بازی، لو وانگ برای نجات کامیکو، دختر یکی از رهبران یاکازا، از دست زیلا کارپس به سفر می‌رود.
این بازی زمانی که در اکتبر ۲۰۱۶ برای ویندوز، پلی استیشن ۴ و اکس‌باکس وان منتشر شد، به‌طور کلی بازخوردهای مثبتی دریافت کرد.

### جنگجوی سایه‌ها ۳ (۲۰۲۲)
جنگجوی سایه‌ها ۳ در سال ۲۰۲۲ برای ویندوز، پلی استیشن ۴ و اکس‌باکس وان منتشر شد.
در بازی، لو وانگ باید با دستیار خود برای شکست دادن اژدهای باستانی که به‌طور تصادفی آزاد کرده‌اند، کار کند.